# 美國聯邦執法部門列表

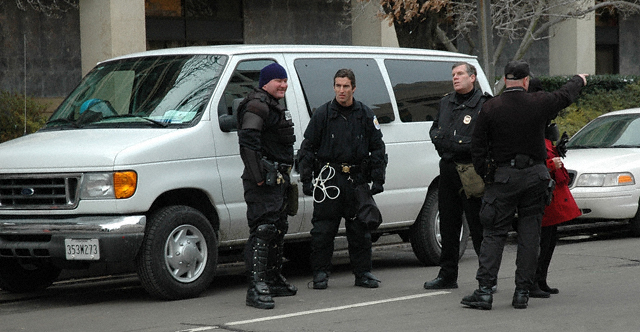
美国公园警察在2005年美国总统就职典礼前等待部署

美國聯邦政府設立了各個範圍廣泛的执法机构，以執行法律。

## 总览
尽管大多数联邦执法人员都在司法和国土安全部门工作，但在其他行政部门以及联邦政府的立法和司法部门下，还有数十个其他联邦执法机构。 
不同的联邦执法机构根据《美国法典》（USC）的不同部分被赋予权力。美国法律将大多数执法机构限制为明确调查联邦政府权限范围内的事项。但也有例外，有些机构和官员执行美国各州或美国原住民部落的法律。自从2001年10月《美国爱国者法案》通过以来，一些联邦调查权在实践中已经变得更加广泛。
美国司法部以前是联邦执法机构的最大的机构，现在仍然是最著名的机构。它已处理了联邦一级的大多数执法职责。  它包括美国法警（USMS）、联邦调查局（FBI）、美国缉毒局（DEA）、美國菸酒槍炮及爆裂物管理局（ATF）、联邦监狱局（BOP)等等。 
但是，针对2001年發生的九一一袭击事件，美国国土安全部（DHS）于翌年成立。國土安全部合并並新成立了一些被视作具有在保护国家免受恐怖主义影响方面的执法机构，其中例如美国特勤局（USSS）、美国海岸防卫队（USCG）、移民及海关执法局（ICE）、國土安全調查署（HSI）、海關及邊境保衛局（CBP）、美国边境巡逻队（USBP）、运输安全管理局（TSA）等原先分屬聯邦各部門的機構。 

## 历史

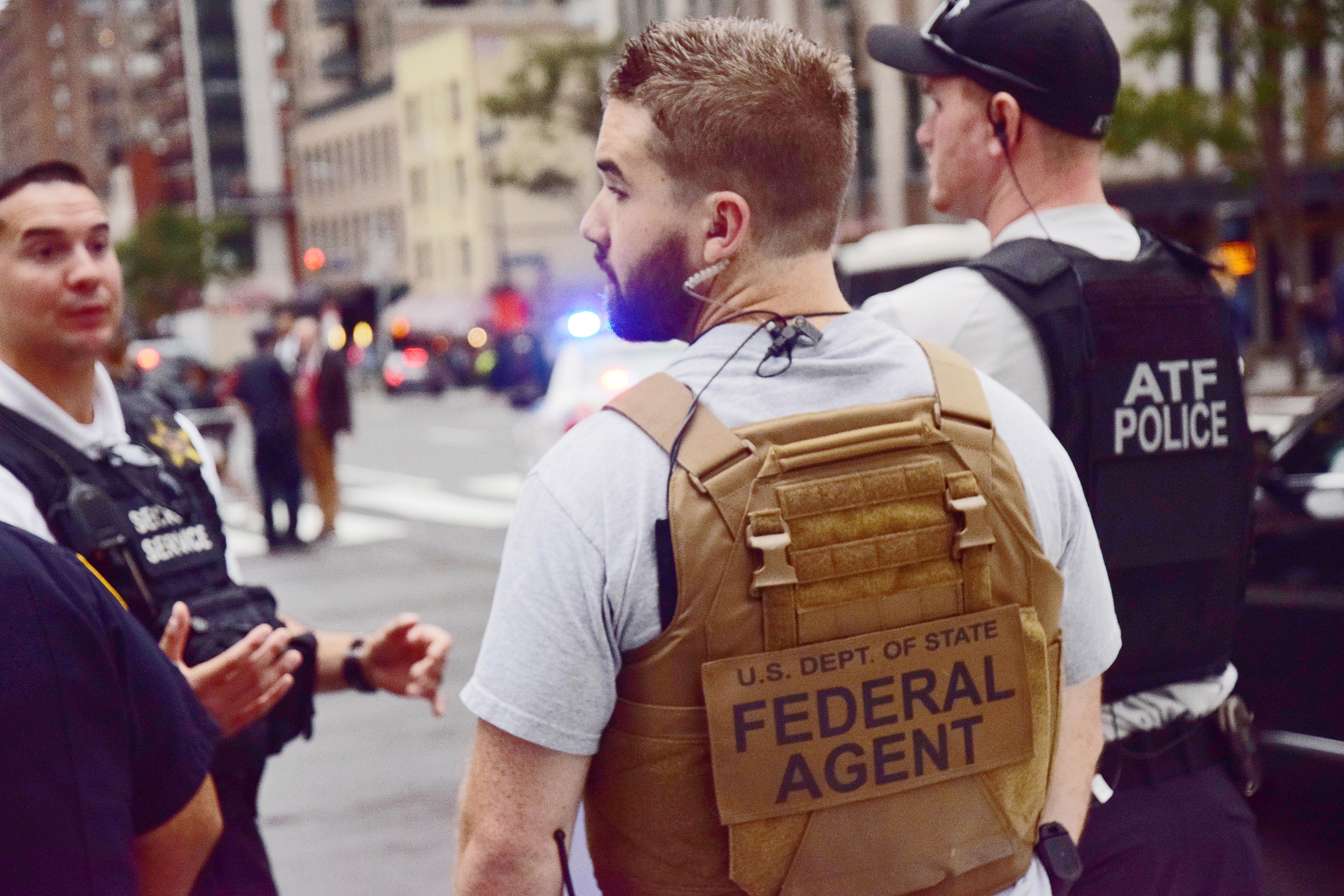
在正式活动和特殊场合，例如总统访问纽约联合国大会 ，美国联邦执法部门经常与地方执法部门相互配合。

美国的联邦执法机构已有200多年的历史。 例如，邮政检查局的历史可以追溯到1772年， 而美国法警局历史可以追溯到1789年。 

## 执法单位列表

### 美國聯邦政府

#### 美国国务院
- 监察长办公室 （ DOS-OIG ）
- 美國外交安全局 （DS） 
  - 美国外交官安全处 （ DSS ）

#### 美國司法部
- 监察长办公室 （ DOJ-OIG ）
- 美國菸酒槍炮及爆裂物管理局 （ ATF ）
- 美国缉毒局 （ DEA ）
- 联邦调查局 （ FBI ） 
  - 聯邦調查局警察
- 联邦监狱局 （ BOP ）
- 美国法警 （ USMS ）
- 专业责任办公室 （DOJ OPR）

#### 美國國土安全部
- 监察长办公室 （ DHS-OIG ）
- 联邦执法培训中心 （FLETC）
- 国土安全部证人保护和计划局 
  - 联邦保护局 （FPS ）
- 海岸警卫队
  - 海岸警卫队调查服务 （ CGIS ）
  - 美国海岸警卫队 （ CGPD ）
- 美国海关与边境保护局 （ CBP ） 
  - 美国边境巡逻队 （ USBP ）

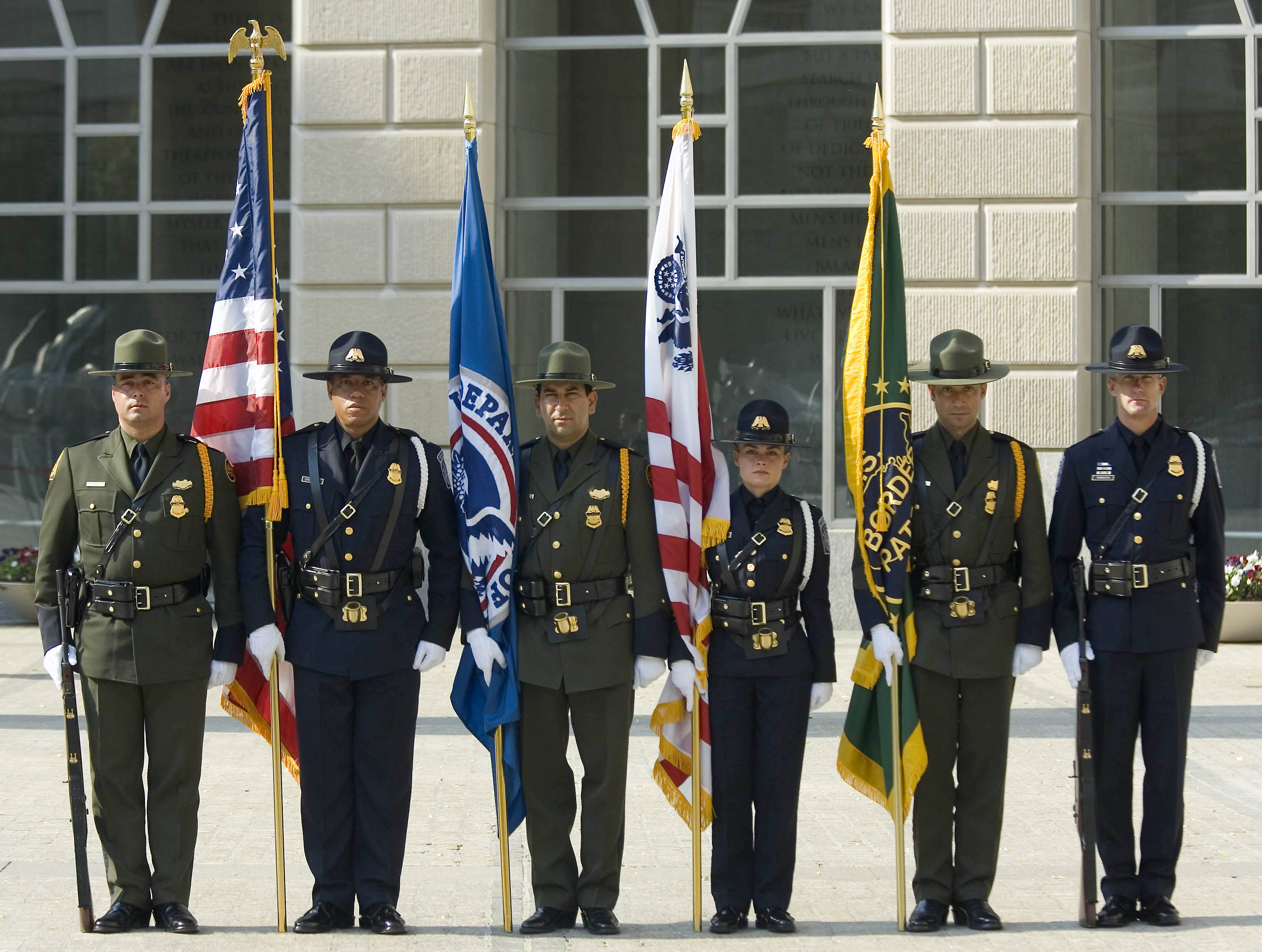
国土安全部官员和边境巡逻队人员在2007年举行的典礼上

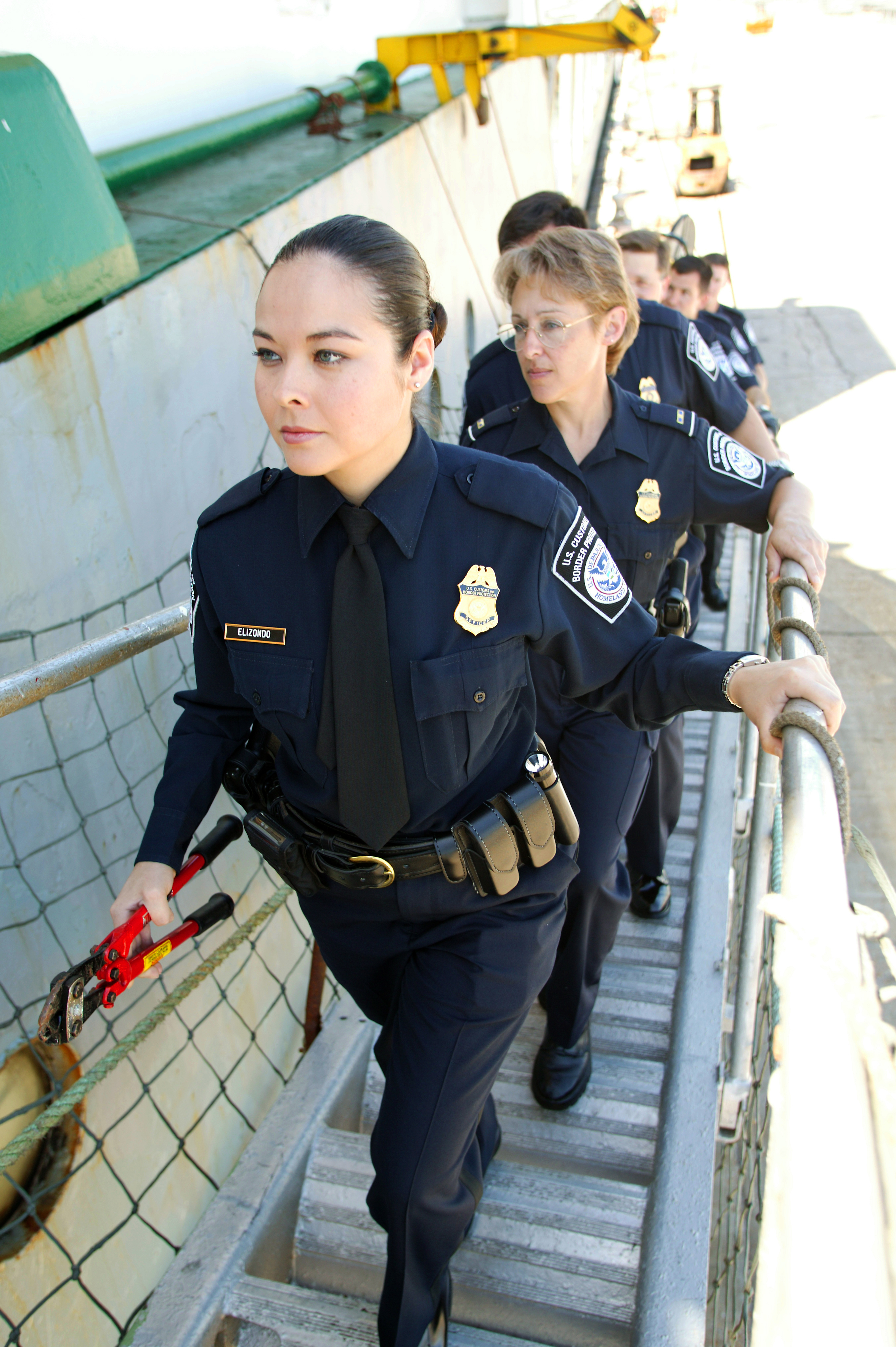
美国海关和边境保护局人员登船检查。

  - 国土安全部空海行动办公室 （ AMO ）
  - 国土安全部外勤办公室 （ OFO ）
- 联邦紧急事务管理局 （FEMA） 
  - 气象山紧急行动中心 
    - 气象山紧急行动中心警察

  - 首席安全官办公室 （ OCSO ）
- 美国移民和海关执法局 （ ICE ） 
  - 国土安全调查处 （HSI ）
  - 移民与海关执法局行动处 （ERO ）
  - 情报办公室
  - 职业责任办公室 （ OPR ）
- 美国特勤局 （ USSS ） 
  - 美国特勤局制服部门 （ USSS UD ）
- 运输安全管理局 （TSA） 
  - 执法办公室 （ OLE）/ 聯邦空警勤務隊（英语：Federal Air Marshal Service） （FAMS ）
  - 监察办公室 （ OI ）
- 美国公民及移民服务局（USCIS） 
  - 欺诈检测和国家安全局 （ FDNS ）

#### 美国国防部
- 监察长办公室 （ DOD-OIG ） 
  - 国防部刑事侦查局 （ DCIS ）
- 五角大楼部队保护局 （ PFPA ） 
  - 美国五角大楼警察 （ USPPD ）
- 国防部警察
- 国防安全处
- 美国国防后勤局 （DLA） 
  - 美国国防后勤局警察
- 美国国家安全局 （NSA） 
  - 美国国家安全局警察
- 美国国防情报局 （DIA） 
  - 美国国防情报局警察
- 美国国家地理空间情报局 （NGA） 
  - 国家地理空间情报局警察
- 阿富汗重建特别监察长（SIGAR）
- 伊拉克重建特别监察长（组织解散）
- 美国陆军部
  - 美国陆军刑事调查司令部 （ CID ）
  - 美国陆军宪兵队
  - 美国陆军民警部门
  - 美国陆军惩教司令部
  - 美国陆军反间谍局 （ ACI ）
  - 美国陆军情报与安全司令部
- 美国海军
  - 美国海军犯罪侦查局 （ NCIS ）
  - 美国海军陆战队犯罪侦查局 （ USMC CID ）
  - 美国海军纠察长 （军事警察）
  - 美国海军警察局 （民警）
  - 海军陆战队教务长法警 （军警）
  - 美国海军陆战队警察局 （民警）
- 美国空军
  - 美国空军特殊调查办公室 （ AFOSI ）
  - 美国空军安全部队中心 （AFSFC）
  - 美国空军安全部队 （ 宪兵 ）
  - 美国空军警察局 （ 民警 ）

#### 美国内政部
- 监察长办公室 （ DOI-OIG ）
- 联邦印第安事务局 （BIA） 
  - 司法服务办公室 
    - 印第安事务警察局
- 联邦土地管理局 （BLM） 
  - 执法处
- 美国联邦垦务局 （BOR） 
  - 执法处
- 国家公园管理局 （NPS） 
  - 国家公园管理局巡逻员
  - 美国公园警察
- 露天采矿开垦执法办公室（OSMRE）
- 美国鱼类和野生动物服务局 （USFWS）， 
  - 执法办公室 （ FWS OLE ）
  - 动物救助执法处

#### 美國住房及城市發展部
- 监察长办公室 （ HUD-OIG ）
- 安全保卫部 （ HUD-PSD ）

#### 美国农业部
- 农业部长办公室 
  - 保护行动处 （POD） [6]
- 监察长办公室 （ USDA-OIG ）
- 美国国家森林局 （USFS） 
  - 执法与调查处 （ USFS LEI ）

#### 美国商务部
- 监察长办公室 （ DOC-OIG ）
- 美国商务部安全办公室 （DOC OS） 
  - 美国商务部警察
- 工业安全局 （BIS） 
  - 出口执法办公室 （OEE）
- 美国国家标准技术研究所 （NIST） 
  - 美国国家标准技术警察学院
- 美国国家海洋和大气管理局 （NOAA） 
  - 美国国家海洋渔业局 （NMFS） 
    - 执法办公室 （ OLE ）

#### 美國教育部
- 监察长办公室 （ ED-OIG ）
- 公民权利办公室 （ OCR ）

#### 美國能源部
- 监察长办公室 (DOE-OIG)
- 卫生，安全与保安办公室（DOE-HSS)
- 美国国家核安全管理局 （NNSA） 
  - 运输安全办公室 (OST)

#### 美国卫生及公共服务部
- 监察长办公室 （ HHS-OIG ）
- 美国食品药品监督管理局 （HHSFDA） 
  - 刑事调查局 （ OCI ）
- 美国国家卫生研究院 （NIH） 
  - 美国国家卫生警察研究所

#### 美國運輸部
- 监察长办公室 （ DOT-OIG ）
- 美国商船学院 
  - 公共安全处 （USMMADPS）
- 美国国家公路交通安全管理局
  - 里程表欺诈调查办公室（OFI）

#### 美国财政部
- 监察长办公室 （ USDT-OIG ）
- 美国雕刻印刷局 
  - 美国雕刻印刷局警察
- 金融犯罪执法局 （FINCEN）
- 美国国家税务局 （IRS） 

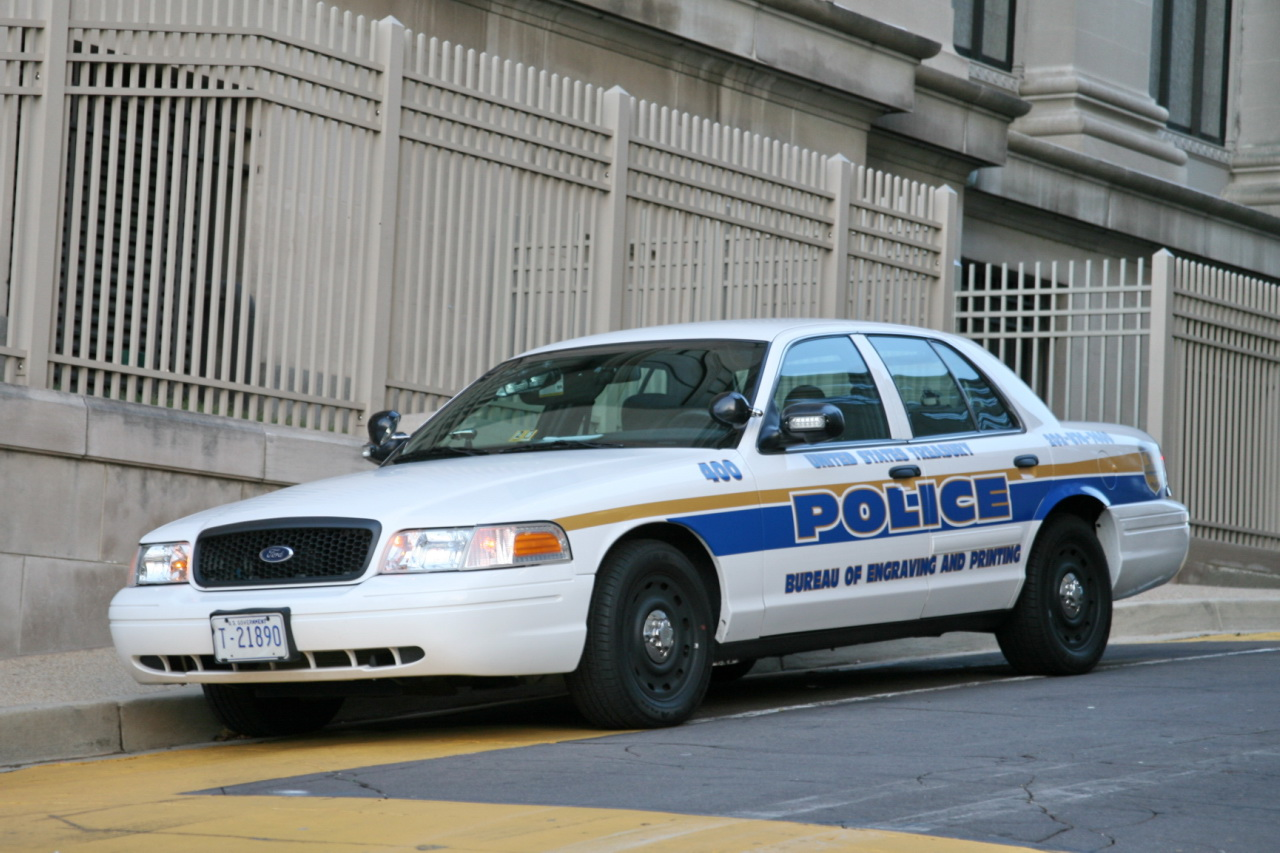
雕刻和印刷警察局（BEP）巡逻车。

  - 美国国家税务局刑事调查科 （ IRS-CI ）
- 美国铸币局警察 （ USMP ）
- 税务局国库督察官 （ TIGTA ）
- 问题资产救助计划特别监察长 （ SIGTARP ）

#### 美國退伍軍人事務部
- 监察长办公室 （ VA-OIG ）
- 美国退伍军人事务部警察

### 美国国会
- 美国众议院警卫官
- 美国参议院警卫官
- 美国国会警察 （ USCP ） 
  - 监察长办公室 （ USCP OIG ）
  - 专业责任办公室（USCP OPR）
- 美国国会图书馆 （LOC） 
  - 监察长办公室 （ LOC-OIG ）
- 美国政府出版局 （GPO） 
  - 监察长办公室 （ GPO-OIG ）
  - 美国政府出版局警察

### 其他联邦执法机构
独立机构和联邦管理机构； 
- 中央情报局
  - 安全保卫处 （Security Protective Service CIA SPS）

- 美国国家环境保护局
  - 监察长办公室 （ EPA-OIG ）
  - 执法与合规保证办公室 （ OECA）
  - 刑事调查科

- 美国国家美术馆
  - 安保办公室

- 美国国家航空航天局
  - 监察长办公室 （ NASA-OIG ）
  - 安全保卫办公室 （ NASA OPS ）

- 美国人事管理办公室 （OPM） 
  - 监察长办公室 （ OPM OIG ）
  - 联邦调查服务部 （FIS） 
    - 国家背景调查局 （NBIB）

- 美國郵政署 （USPS） 
  - 监察长办公室 （ USPS-OIG ）
  - 美国邮政检查局（USPIS） 
    - 美国邮政警察

- 史密森尼学会 （SI） 
  - 监察长办公室 （ SI-OIG ）
  - 史密森尼警察
  - 国家动物公园警察 （ NZPP ）

- 美国国家铁路客运公司
  - 监察长办公室 （Amtrak-OIG）
  - 安全战略和特别行动办公室（OSSSO）
  - 美国国家铁路警察局

- 联邦储备系统
  - 监察长办公室 （ FRB / CFPB -OIG ）
  - 美联储警察
  - 美联储理事会
    - 美联储警察

- 田納西河谷管理局
  - 监察长办公室 （ TVA-OIG ）
  - 田纳西州谷管理局警察 （ TVAP ）

- 美国核能管理委员会 （NRC） 
  - 监察长办公室 （ NRC-OIG ）

- 国家科学基金会 （NSF） 
  - 监察长办公室 （ NSF-OIG ）

- 国家档案和记录管理局 （NARA） 
  - 监察长办公室 （ NARA-OIG ）

- 铁路职工退休委员会 （RRB） 
  - 监察长办公室 （ RRB-OIG ）

- 小型企业管理署 （SBA） 
  - 监察长办公室 （ SBA-OIG ）

- 联邦存款保险公司 （FDIC） 
  - 监察长办公室 （ FDIC-OIG ）

- 总务管理署 （GSA） 
  - 监察长办公室 （ GSA-OIG ）

- 社会保障署 （SSA） 
  - 监察长办公室 （ SSA-OIG ）

- 美国国际开发署
  - 监察长办公室 （ AID-OIG ）

- 国家和社区服务署 （CNCS） 
  - 监察长办公室 （ CNCS-OIG ）

## 前机构和机构单位清单
- 美国国家税务局禁毒处 （1921-1927）（移交给禁止局）
- 联邦禁酒局麻醉处（1927-1930）（合并为联邦麻醉局）
- 联邦麻醉品管制局 （FNCB）（1922-1930）（合并为联邦麻醉品局）
- 白宫警察 （1922-1930）（成为美国特勤局的一部分。 1970年更名为行政保护局，1977年更名为特勤局统一司）
- 美国汽船检验服务局 （1871-1932）（合并为船舶检验和航行局）
- 美国海洋航行局 （1884-1946）（职能由美国海关总署和美国海岸警卫队分开）
- 联邦麻醉药品局 （FBN）（1930-1968）（合并为麻醉药品和危险药物局）
- 美国药物管制局 （1966-1968）（合并为麻醉药品和危险药物局）
- 美国麻醉药品和危险药物局 （BNDD）（1968年至1973年）（合并为毒品管制局）
- 美国禁毒执法办公室 （ODALE）（1972-1973年）（合并为禁毒管理局）
- 美国国家麻醉品情报局 （ONNI）（1972年至1973年）（合并为毒品管制局）
- 美国秘密情报局 （BSI）（1916-1985）（由外交安全局取代）
- 美国财政部警察 （TPF）（1879-1986）（与特勤局统一司合并）
- 美国海关总署 （1789-2003）（职能由美国海关和边境保护局，美国移民和海关执法局划分）
- 美国移民和归化局 （1940-2003）（INS）（职能移交给了三个新实体：美国公民和移民服务局，美国移民和海关执法局以及美国海关和边境保护局。 ）
- 国会图书馆警察 （LCP）（1950-2009）（合并为美国国会警察）
- 胡佛水坝警察 （1931-2017）与内政部合并

## 统计
- 2004年，联邦机构雇用了大约105,000名全职人员，他们被授权在50个州和哥伦比亚特区携带枪支和执行逮捕权。 与2002年相比，此类人员的雇用数量增加了13％。
- 在全国范围内，每10万居民中有36名联邦官员。 在哥伦比亚特区以外（每10万人口中有1,662人），州比例从亚利桑那州的每10万人中的90人到爱荷华州的每10万人中的7人不等。
- 截至2004年，除了在军方之外工作的联邦执法官员中，约有四分之三受雇于国土安全部或司法部。
- 联邦官员的职责包括刑事调查（38％），出警和巡逻（21％），惩教和拘留（16％），检查（16％），法庭运作（5％）以及安全保卫（4％） 。
- 2004年，女性占联邦官员的16％，而2002年为14.8％。
- 2004年，三分之一的联邦官员（33.2％）是少数族裔人士。 其中包括西班牙裔或拉丁裔的17.7％，黑人或非裔美国人的11.4％。 2002年，种族或少数民族官员占联邦官员的32.4％。
- 2004年，第二十七监察长（IG）联邦办公室雇用了具有逮捕和携带枪支授权的刑事调查员。 这些机构在50个州和哥伦比亚特区雇用了2,867名此类人员。 [7]